# شیرجه در المپیک تابستانی ۱۹۸۰ – سکوی ۱۰ متر مردان
شیرجه در بازی‌های المپیک تابستانی ۱۹۸۰ - سکوی ۱۰ متر مردان (انگلیسی: Diving at the 1980 Summer Olympics – Men's 10 metre platform) یکی از چهار رویداد شیرجه در بازی‌های المپیک تابستانی ۱۹۸۰ بود که در دو مرحله مقدماتی و نهایی در ۲۷ و ۲۸ ژوئیه برگزار شد.